# Travelex
Travelex Group est une société de change britannique fondée par Lloyd Dorfman et dont le siège social se situe à Londres. Son activité principale est l’offre de produits et services de change, via son réseau de bureaux de change. Travelex s’est récemment séparé de ses activités de paiements internationaux et de cartes de paiement pour se recentrer sur son cœur de métier historique.
En 2007, Travelex se fait connaître du grand public en proposant une « monnaie de l'espace » appelée Quasi Universal Intergalactic Denomination dans le cadre d'une campagne de marketing viral.

## Historique
C’est en 1976 que Lloyd Dorfman a fondé Travelex en ouvrant son premier bureau de change dans le centre de Londres.
Travelex s’est rapidement développé et a connu une croissance importante grâce notamment sa capacité d’adaptation et d’innovation à travers les années.
Le 8 novembre 2000, Travelex a fait l’acquisition de la division de change de Thomas Cook pour 440 millions de livres sterling. Ce rachat a considérablement élargi ses activités internationales et lui a ainsi permis de se positionner en leader global sur le secteur du change.
En février 2005, le cabinet Apax Partners, un fonds d’investissement privé leader dans le monde, a acquis une participation majoritaire dans la société, apportant son expérience et des fonds importants. Lloyd Dorfman a conservé 30 % et a continué à diriger l'entreprise. Ian Meakins a été PDG de 2006 à 2009, avant de devenir PDG de Ferguson (alors connue sous le nom de Wolseley).
En 2010, Travelex a généré des pertes importantes dues au paiement d'intérêts sur ses dettes. Ainsi pour faire face à cette situation, Travelex a vendu sa division de cartes de paiement à MasterCard pour 290 millions de livres et le 5 juillet 2011, Western Union a racheté sa division de paiements (Travelex Global Business) pour 606 millions de livres.
Travelex a parrainé le programme de billets à tarif réduit du Royal National Theatre entre 2003 et 2018. En 2010, Lloyd Dorfman a donné au théâtre 10 millions de livres sterling, son plus gros don jamais réalisé. Après un réaménagement en 2013, le théâtre Cottesloe a été rebaptisé théâtre Dorfman.
En mars 2014, Travelex était présent dans 27 pays et plus de 1 500 magasins.
En 2014, Apax Partners a cédé sa participation majoritaire de 51 % à l'homme d'affaires indien Bavaguthu Shetty, valorisant la société à environ 1 milliard de £. Shetty possède également UAE Exchange, une entreprise spécialisée dans le transfert d'argent basée aux EAU et qui opère dans 32 pays. L'acquisition a été soutenue par Centurion, véhicule d'investissement basé à Abu Dhabi et finalisée en janvier 2015.
Travelex, UAE Exchange et plusieurs autres entreprises ont été placées dans une nouvelle société de portefeuille de services financiers appelée Finablr, avant un premier appel public à l'épargne à la Bourse de Londres en mai 2019. Au milieu de 2019, Finablr a commencé à co-marquer les entreprises de son domaine.
Le 1er juillet 2020, Travelex a cessé ses services de transfert d'argent international au Royaume-Uni et à l'étranger, elle portait auparavant la marque «Travelex Wire».
Actuellement,[Quand ?] Travelex a plus de 1 000 agences et 6 500 salariés dans 25 pays.